# Alsophila pometaria
Alsophila pometaria är en fjärilsart som beskrevs av Harris 1841. Alsophila pometaria ingår i släktet Alsophila och familjen mätare. Inga underarter finns listade i Catalogue of Life.

## Bildgalleri

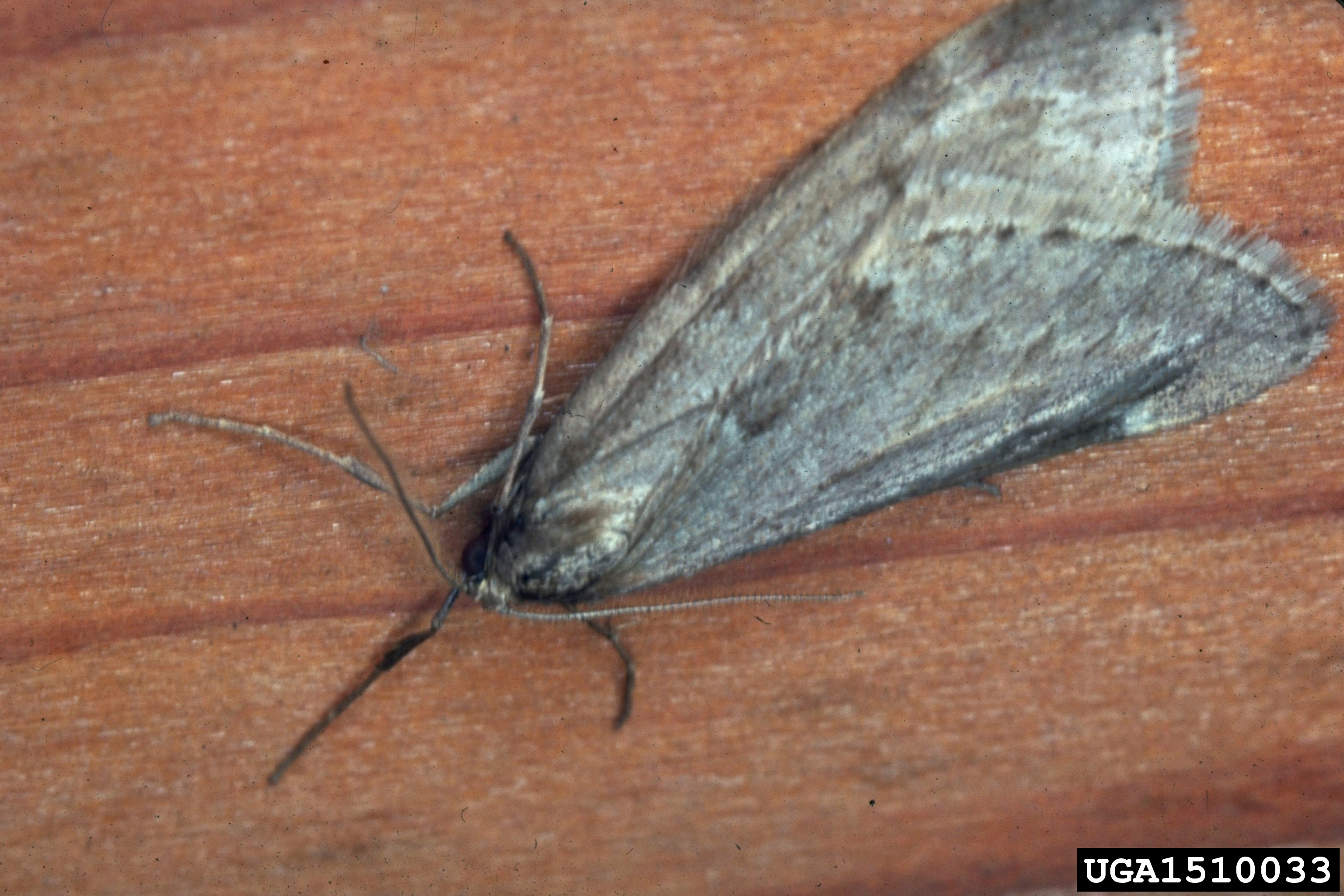
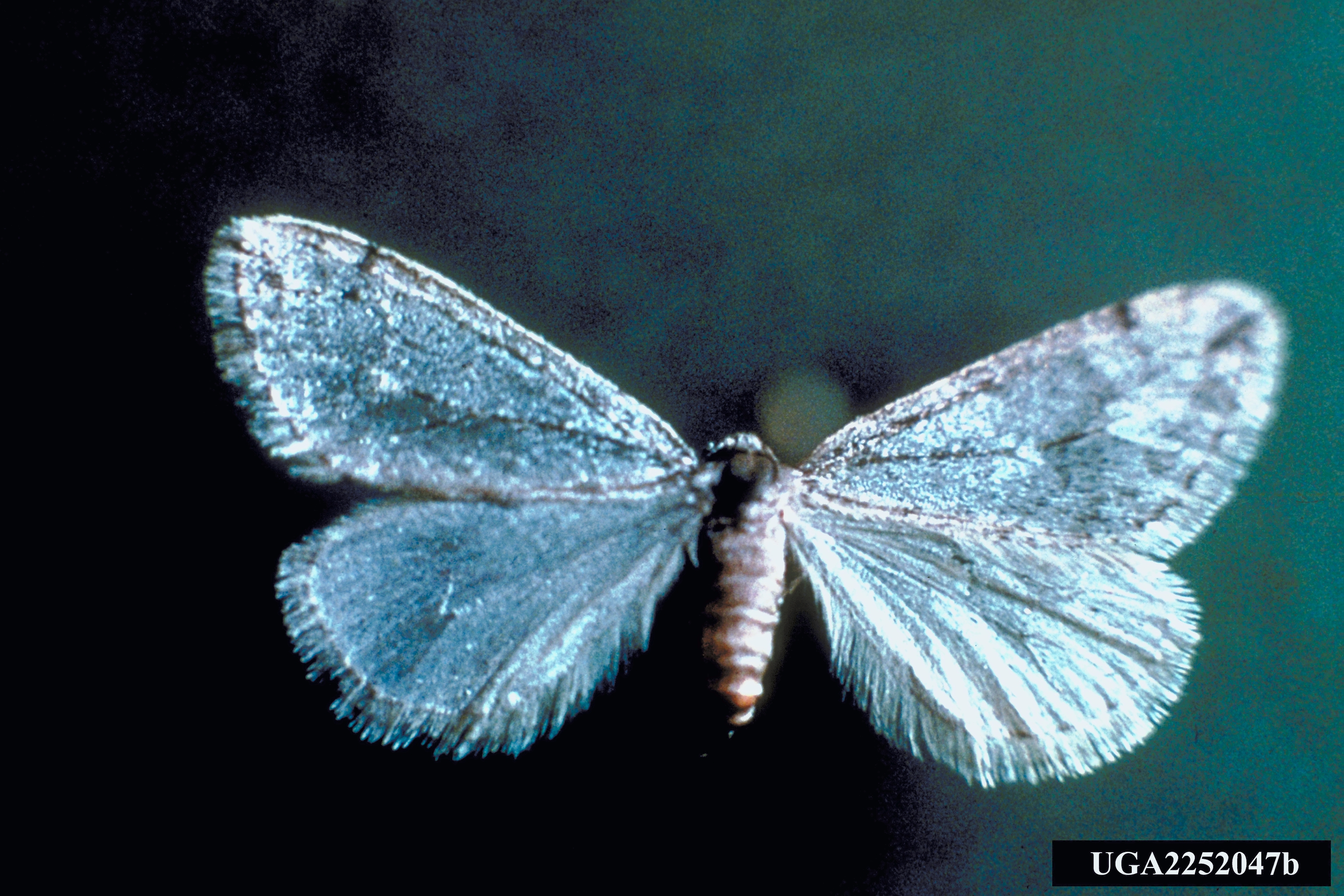
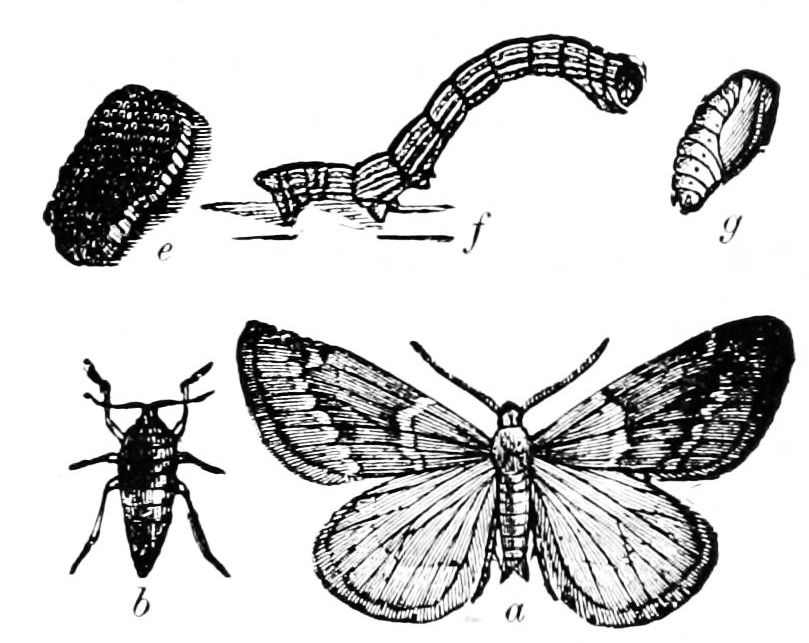